# Politischer Arbeiter-Zirkel
Le Politischer Arbeiter-Zirkel (PAZ) (en français, le Cercle des Travailleurs Politiques) était un groupe d'activistes politiques fondé par Karl Harrer en mars 1918, l'un des nationalistes allemands les plus célèbres du début du XXe siècle, dans l'espoir de réunir des intellectuels pour discuter de l'avenir politique de l'Allemagne. L'organisation fusionne en janvier 1919 avec le Comité Ouvrier pour une Bonne Paix créé par Anton Drexler pour devenir le Parti ouvrier allemand (Deutsche Arbeiterpartei, DAP),. L'ensemble des idées et des intellectuels présents dans le PAZ, puis le DAP forment la base politique et idéologique du Parti national-socialiste des travailleurs allemands (Nationalsozialistische Deutsche Arbeiterpartei, abrégé en NSDAP), également connu sous le nom de Parti nazi.

## Contexte
La défaite de l'Allemagne lors de la Première Guerre mondiale lui impose d'assumer l'entière responsabilité de la guerre, humiliant par la même occasion le peuple allemand. Le mythe du coup de poignard dans le dos, ou l’idée selon laquelle l’Allemagne gagnait en réalité la guerre mais était déstabilisée de l'intérieur par des révolutions politiques et sociales, émerge en 1918 et rajoute de la colère et de la frustration à l’équation. La Société Thulé, une société secrète regroupant des individus de toutes les classes sociales et centrée sur l'espoir d'une contre-révolution, apparait à la même période pour tenter de combler le sentiment d'abandon des Allemands par la République de Weimar.
La Société Thulé contacte alors Karl Harrer, un journaliste sportif pour le journal de droite Münchner-Augsburger Abendzeitung, dans l'espoir de créer un groupe d'activistes politiques à Munich,. Le groupe a pour fonction principale de discuter ensemble des problèmes à résoudre en urgence pour les Allemands, à savoir le nationalisme et l'antisémitisme.

## Idéologie
Le Politischer Arbeiter-Zirkel se réunissait régulièrement pendant environ un an, généralement en petit comité de trois à sept membres. Tous les membres avaient en commun une vision traditionaliste de l'Allemagne, fortement nationaliste, antimarxiste et antisémite. Parmi les idées reprises plus tard par le NSDAP, on retrouve la haine des Juifs, considérés comme étant les ennemis de l'Allemagne, mais aussi d'autres communautés responsables de l'échec de 1914-1918, dont les Britanniques ou les Français (en grande partie lié au traité de Versailles). Malgré la critique du marxisme, Harrer a souvent utilisé des idées proches de la révolution russe comme solution pour l'Allemagne.

## Drexler et le Parti ouvrier allemand
Anton Drexler rencontre Karl Harrer lors d'un rassemblement de droite au Wagner Hall de Munich en 1918. Harrer, convaincu par la volonté de Drexler de créer un parti politique à proprement parler pour avoir une influence dans la sphère politique allemande, invite Drexler à assister aux réunions du groupe. Drexler était déjà à la tête de son propre parti politique, le Comité Ouvrier pour une Bonne Paix, composé principalement d'amis de Drexler,. Le Comité était lui aussi uni autour de la conviction que les capitalistes internationaux, considérés comme Juifs, et que les marxistes étaient les ennemis des Allemands,.
Alors que Harrer préférait garder le Politischer Arbeiter-Zirkel dans l'ombre et avec un nombre restreint de membres, Drexler souhaitait lui avoir un plus grand nombre d'adhérents et partager ses idées au plus grand nombre. Drexler voulait un parti politique, pas une organisation secrète. Il finit par proposer la création du Parti ouvrier allemand à Harrer, né de l'union du Politischer Arbeiter-Zirkel et du Comité. Parmi les membres fondateurs du DAP, on retrouve également Gottfried Feder et Dietrich Eckart. Le nouveau parti se réunit pour la première fois le 5 janvier 1919 à l'hôtel Fürstenfelder Hof de Munich,. C'est alors qu'un nouveau conflit survient entre Harrer, qui préfère qu'un "cercle d'élites restreint" soit aux commandes du parti, et Drexler qui souhaite l'étendre pour en faire un parti de masse. Lorsqu'Adolf Hitler rejoint le parti, l'avis de Drexler devient majoritaire, ce qui aboutit à une marginalisation des anciens membres du Politischer Arbeiter-Zirkel. Harrer, critiqué par le reste du parti, démissionne. Le 24 février 1920, le DAP est rebaptisé Parti national-socialiste des travailleurs allemands ( Nationalsozialistische Deutsche Arbeiterpartei, NSDAP).